# Edgard, Louisiana
Edgard är administrativ huvudort i Saint John the Baptist Parish i Louisiana. Vid 2010 års folkräkning hade Edgard 2 441 invånare.

## Kända personer från Edgard
- Dave Bartholomew, musiker